# Orden de un elemento de grupo
En el campo matemático de la teoría de grupos, se denomina orden de un elemento de grupo (o también orden de los elementos) a la mínima potencia natural a la que este debe elevarse para obtener el elemento neutro. Dicho de otra forma, el orden de un elemento {\displaystyle g} de un grupo {\displaystyle (G,\cdot )} es el número natural {\displaystyle n>0} más pequeño para el que se verifica que {\displaystyle g^{n}=e}, donde {\displaystyle e} es el elemento neutro del grupo. Si no existe tal número, se dice que {\displaystyle g} tiene "orden infinito".
Expreado en fórmulas:
{\displaystyle \operatorname {Ord} (g)={\begin{cases}\min\{n\in \mathbb {N} ^{+}:g^{n}=e\}&{\text{si }}{\text{ existe}},\\\infty &{\text{de lo contrario}}.\end{cases}}}
Los elementos de orden finito también se denominan torsionales. El orden a veces se denomina {\displaystyle \operatorname {ord} (g)} o {\displaystyle \operatorname {o} (g)}.
La potencia {\displaystyle g^{n}} de un elemento del grupo {\displaystyle g} se define inductivamente para exponentes naturales {\displaystyle n\geq 0}:
- {\displaystyle g^{0}:=e}
- {\displaystyle g^{k+1}:=g^{k}\cdot g} para todo {\displaystyle k\geq 0} natural

El número {\displaystyle \exp(G):={\text{Mínimo Común Multiplo }}\left\{\operatorname {ord} (g)\,|\,g\in G\right\}}, cuando es finito, se llama exponente de grupo.

## Propiedades
- Según el teorema de Lagrange, todos los elementos de un grupo finito tienen un orden finito, y este es un divisor del orden del grupo, es decir, del número de elementos del grupo.
- Por el contrario, según el teorema de Cauchy, en un grupo finito, por cada número primo {\displaystyle p} divisor del orden del grupo, hay un elemento que tiene el orden {\displaystyle p}. No es posible una afirmación general para divisores compuestos (mientras que el elemento neutro {\displaystyle e=e^{1}} pertenece al divisor trivial 1).
- El orden de un elemento es igual al orden del subgrupo generado por ese elemento.
- {\displaystyle g^{d}=e} se aplica si y solo si {\displaystyle d} es un múltiplo del orden {\displaystyle \operatorname {ord} (g)} del elemento {\displaystyle g}.
- Para cada {\displaystyle g\in G} que no sea el elemento neutro {\displaystyle e}, se aplica lo siguiente: {\displaystyle g} tiene orden 2 si y solo si es su propio inverso.
- En un grupo abeliano, el orden del producto {\displaystyle g\cdot h} es un divisor del mínimo común múltiplo de los órdenes de {\displaystyle g} y {\displaystyle h}. Tal afirmación no es posible en grupos no abelianos; por ejemplo, el elemento {\displaystyle \left[\!{\begin{smallmatrix}1&1\\0&1\end{smallmatrix}}\!\right]} del grupo SL2(Z) tiene orden infinito, aunque es producto de los elementos {\displaystyle \left[\!{\begin{smallmatrix}0&1\\-1&0\end{smallmatrix}}\!\right]} de orden 4 y {\displaystyle \left[\!{\begin{smallmatrix}0&-1\\1&1\end{smallmatrix}}\!\right]} de orden 6.